# Женский центр
«Женский центр» (перс. کانون بانوان‎) — неправительственная организация в Иране.
Центр основан 14 октября 1935 года как женская правозащитная организация и сыграл важную роль в реформе хиджаба Кашф-э, направленной против обязательного ношения хиджаба.

## Предпосылки
В 1932 году Патриотическое женское общество при поддержке государства организовало Второй конгресс восточных женщин в Тегеране. Однако после завершения Конгресса организация была распущена. Иранский королевский режим хотел поддержать права женщин, поскольку это рассматривалось как жизненно важная часть их программы модернизации; однако он хотел иметь контроль над женским движением.

## Создание
В 1935 году по инициативе министра Али-Асгар Хекмата активистками иранского движения за права женщин была создана новая организация «Женский центр» по защите прав женщин при государственной поддержке. Хаджар Тарбиат стала президентом центра, а ряд видных феминисток стали его членами. Среди них были Хадидже Афзал Вазири и Седике Довлатабади, Фаррохру Парса и Парвин Этесами.

## Деятельность
Центр начал кампанию против обязательного ношения чадры. Члены центра присутствовали на собраниях в открытом виде. Центр участвовал в качестве одного из наиболее публичных сторонников реформы хиджаба Кашф-э в 1936 году.

## Реструктуризация
В 1937 году центр был преобразован в просветительскую организацию. В 1959 году центр и остальные иранские женские группы были включены в Высший совет женских организаций Ирана. С 1966 года он стал известен как Женская организация Ирана и управлял женской политикой в период Пехлеви.